# Estádio do Lumiar
L'Estádio do Lumiar, est un stade de football et également un vélodrome, situé dans l'arrondissement de Lumiar à Lisbonne.

## Histoire
Inauguré en 1914, le stade accueille de 1922 à 1936, treize matchs de la sélection nationale portugaise. À partir du 30 avril 1937, le SC Portugal évolue à domicile dans ce stade.
Le stade accueille les finales des éditions 1939-1940 et 1941-1942 de la Coupe du Portugal. Le vélodrome accueille des étapes du Tour du Portugal dans les années 1930, 1940 et 1950.
En 1947, le stade est rénové et les routes du vélodrome sont pavées. En 1956, le SC Portugal déménage au Estádio José Alvalade.

## Liste des matchs de l'équipe du Portugal à l'Estádio do Lumiar
| Sélection | Compétition                             | Date             | Adversaire      | Score |
| --------- | --------------------------------------- | ---------------- | --------------- | ----- |
| 1         | Match amical                            | 17 décembre 1922 | Espagne         | 1 - 2 |
| 2         | Match amical                            | 15 mai 1925      | Espagne         | 0 - 2 |
| 3         | Match amical                            | 18 juin 1925     | Italie          | 1 - 0 |
| 4         | Match amical                            | 30 décembre 1926 | France          | 4 - 0 |
| 5         | Match amical                            | 8 janvier 1928   | Espagne         | 2 - 2 |
| 6         | Match amical                            | 1er avril 1928   | Argentine       | 0 - 0 |
| 7         | Match amical                            | 12 janvier 1930  | Tchécoslovaquie | 1 - 0 |
| 8         | Match amical                            | 31 mai 1931      | Belgique        | 3 - 2 |
| 9         | Match amical                            | 3 mai 1932       | Yougoslavie     | 3 - 2 |
| 10        | Match amical                            | 29 janvier 1933  | Hongrie         | 1 - 0 |
| 11        | Tours préliminaires Coupe du monde 1934 | 18 mars 1934     | Espagne         | 1 - 2 |
| 12        | Match amical                            | 5 mai 1935       | Espagne         | 3 - 3 |
| 13        | Match amical                            | 27 février 1936  | Allemagne       | 1 - 3 |

Légende
- Qualifications à la Coupe du monde
- Victoire
- Nul
- Défaite